# Dell Demps
Delano J. "Dell" Demps (Long Beach, California, 12 de febrero de 1970) es un exjugador de baloncesto y dirigente deportivo estadounidense que disputó 20 partidos en tres temporadas diferentes de la NBA, además de jugar en la CBA, la liga francesa, la liga griega, la liga croata y la liga turca. Con 1,91 metros de estatura, jugaba en la posición de base. Desde 2010 hasta 2019 ejerció como manager general de los New Orleans Pelicans, y en la actualidad es entrenador asistente de los Utah Jazz

## Trayectoria deportiva

### Universidad
Jugó durante cuatro temporadas con los Tigers de la Universidad del Pacífico, en las que promedió 15,1 puntos, 4,9 rebotes y 3,0 asistencias por partido. En su última temporada fue incluido en el mejor quinteto de la Big West Conference.

### Profesional
Tras no ser elegido en el 1992, jugó en la CBA hasta que en 1993 fichó por un año con los Golden State Warriors, pero con los que únicamente disputó dos partidos, en los que anotó dos puntos.
Volvió posteriormente a la CBA para jugar con los Yakima Sun Kings, equipo en el que permanecería hasta 1998, con varias interrupciones para jugar en Francia, Grecia y de nuevo la NBA, con sendos contratos temporales con los San Antonio Spurs y los Orlando Magic. En 1998 jugó en el Cibona Zagreb, con los que ganó la Copa de Croacia, para regresar a su país a la liga menor IBL, y finalmente fichar por el Galatasaray turco, donde disputó un único partido en el que no consiguió anotar ni un solo punto, abandonando el baloncesto profesional.

### Ejecutivo
En 2003 fue contratado por los New York Knicks como ojeador, siendo ascendido a director de personal al año siguiente. En 2005 pasó a desempeñar la misma función en los San Antonio Spurs, puesto que ocupó hasta que en 2010 fue contratado por los New Orleans Hornets como mánager general, cargo que ostentó hasta el día 15 de febrero de 2019, día que fue removido de su cargo.

## Estadísticas de su carrera en la NBA

### Temporada regular
| Temporada | Edad | Equipo                | Liga | Pos. | P  | TIT | MIN | TC  | TCA | %TC  | 3P  | 3PA | %3P  | TL  | TLA | %TL   | R.OF. | R.DEF. | REB | ASIS | ROB | TAP | PER | FP  | PTS |
| 1993-94   | 23   | Golden State Warriors | NBA  | PG   | 2  | 0   | 5.5 | 1.0 | 3.0 | .333 | 0.0 | 0.0 |      | 0.0 | 1.0 | .000  | 0.0   | 0.0    | 0.0 | 0.5  | 1.0 | 0.0 | 0.5 | 0.5 | 2.0 |
| 1995-96   | 25   | San Antonio Spurs     | NBA  | SG   | 16 | 0   | 5.4 | 1.2 | 2.1 | .576 | 0.1 | 0.1 | .500 | 0.9 | 1.1 | .824  | 0.1   | 0.4    | 0.6 | 0.5  | 0.2 | 0.1 | 0.8 | 0.6 | 3.3 |
| 1996-97   | 26   | Orlando Magic         | NBA  | SG   | 2  | 0   | 5.0 | 0.0 | 1.5 | .000 | 0.0 | 0.5 | .000 | 1.0 | 1.0 | 1.000 | 0.0   | 0.0    | 0.0 | 0.0  | 0.5 | 0.0 | 0.0 | 0.5 | 1.0 |
| Total     |      |                       | NBA  |      | 20 | 0   | 5.4 | 1.1 | 2.1 | .500 | 0.1 | 0.2 | .333 | 0.8 | 1.1 | .762  | 0.1   | 0.4    | 0.5 | 0.5  | 0.3 | 0.1 | 0.7 | 0.6 | 3.0 |